# Gare de Minami-Miyazaki
La gare de Minami-Miyazaki (南宮崎駅, Minami-Miyazaki-eki) est une gare ferroviaire de la ville de Miyazaki dans la préfecture du même nom. La gare est exploitée par la compagnie JR Kyushu.

## Situation ferroviaire
La gare de Minami-Miyazaki est située au point kilométrique (PK) 342,5 de la ligne principale Nippō. Elle marque le début de la ligne Nichinan. 

## Histoire
La gare a été inaugurée le 31 octobre 1913 sous le nom de gare d'Akae. Elle est renommée gare d'Ōyodo en 1915 et elle reçoit son nom actuel en 1942.

## Service des voyageurs

### Accueil
La gare dispose d'un bâtiment voyageurs ouvert tous les jours, avec des guichets et des automates pour l'achat de titres de transport.

### Desserte
- Ligne principale Nippō :
  - voies 1 à 3 : direction Miyakonojō et Kagoshima-Chūō
  - voies 1 à 4 : direction Miyazaki et Ōita
- Ligne Nichinan :
  - voies 3 et 4 : direction Nichinan et Shibushi
- Ligne de l'Aéroport de Miyazaki :
  - voies 3 et 4 : direction Aéroport de Miyazaki